# Stripped Live in the U.K.
Stripped Live in the U.K. drugi je koncertni DVD američke pjevačice Christine Aguilere koji prikazuje premijeru britanskih nastupa na njenoj turneji Stripped World Tour. DVD ne uključuje izvedbu pjesme "Make Over" koju je Aguilera na turneji izvodila poslije "Can't Hold Us Down". Na televizijskim prikazivanja koncerta može se vidjeti proširena inačica od "What a Girl Wants".

## Popis pjesama
1. "Stripped Intro Part 1" – 1:45
2. "Dirrty" – 4:36
3. "Get Mine, Get Yours" – 5:06
4. "The Voice Within" – 5:03
5. "Genie in a Bottle" – 3:32
6. "Can't Hold Us Down" – 4:09
7. "Contigo En La Distancia" / "Falsas Esperanzas" – 4:53
8. "Infatuation" – 5:18
9. "Come on Over (All I Want Is You)" – 5:03
10. "Cruz" – 4:01
11. "Loving Me 4 Me" (uvod) – 0:53
12. "Impossible" – 3:51
13. "At Last" – 5:16
14. "Lady Marmalade" – 4:25
15. "Walk Away" – 5:07
16. "Fighter" – 4:19
17. "Stripped Intro Part 2" – 0:43
18. "What a Girl Wants" – 6:28
19. "Beautiful" (bis) – 5:54

### Bonus sadržaji
- Ekskluzivni intervju s Aguilerom o njenom albumu Stripped, turneji Stripped i njenom životu.
- Upoznavanje glazbenika, plesača, stilista i koreografa koji pomažu Aguileri na koncertima svake noći.
- "Gilbert's Bus Tour" — Aguilerino putovanje autobusom s plesačem Gilbertom Saldivarom.
- "One Night In Milano" — Aguilera upoznaje Donatellu Versace u Milanu.
- "RSVP" — Aguilera odgovara na pitanja koja joj postavljaju obožavatelji.

## Dodatni sadržaji
"All Around The World": pozadinska perspektiva toga kakva bi turneja trebala biti.
- Detalji uključuju
  - količina konzumirane hrane,
  - megawatti na koncertu uživo,
  - pomicanje svjetala tijekom koncerata
  - gradovi posjećeni tijekom turneje.

## Top ljestvice
| Država     | Certifikacija | Isporuka/prodaja |
| ---------- | ------------- | ---------------- |
| Australija | 2× platinasta | 30 000           |
| Brazil     | -             | 16 000+          |
| Njemačka   | zlatna        | 100 000+         |
| SAD        | platinasta    | 100 000+         |